# Feuchtwiese Ochtrup
Feuchtwiese Ochtrup este o arie protejată (arie specială de conservare — SAC, sit de importanță comunitară — SCI) din Germania întinsă pe o suprafață de 11,71 ha, integral pe uscat.

## Localizare
Centrul sitului Feuchtwiese Ochtrup este situat la coordonatele 52°15′08″N 7°10′48″E / 52.2522°N 7.18°E.

## Înființare
Situl Feuchtwiese Ochtrup a fost declarat sit de importanță comunitară în martie 2001 pentru a proteja un număr necunoscut de specii din flora spontană și fauna sălbatică aflate în arealul zonei. Situl a fost protejat și ca arie specială de conservare în august 2013.

## Biodiversitate
Situată în ecoregiunea atlantică, aria protejată conține 1 habitat natural: Formațiuni ierboase bogate în specii de Nardus, dezvoltate pe substraturi silicioase în zone montane (și în zone submontane, în Europa continentală).
La baza desemnării sitului se află un număr nedeclarat de specii protejate.
Pe lângă speciile protejate, pe teritoriul sitului au mai fost identificate 10 specii de plante, 1 specie de amfibieni.